# Rogale (powiat łukowski)
Rogale – część wsi Popławy-Rogale w Polsce położona w województwie lubelskim, w powiecie łukowskim, w gminie Trzebieszów. Do końca 2007 roku stanowiła odrębną jednostkę administracyjną.
W latach 1975–1998 miejscowość administracyjnie należała do województwa siedleckiego.

## Historia
W 1793 r. odbyła się wizytacja parafii trzebieszowskiej z polecenia biskupa Skraszewskiego. Z tego okresu zachowały się zapiski w księgach parafialnych, według których wieś Rogale była wówczas dziedzictwem Dąbrowskiego (konsyliarza lubelskiego).
W 1910 r. przybyła do dworu we wsi Rogale 32-letnia Helena Tchórznicka-Chyżyńska znana pod literackim pseudonimem Heleny Mniszkówny. Autorka znanego dzieła "Trędowata", które biło rekordy popularności. Tutaj wychodzi drugi raz za mąż za Antoniego Rawicz-Radomyskiego. W Rogalach urodziła dwie córki bliźniaczki i napisała szereg książek, m.in. "Panicz", "Książęta Boru" (1912), "Gehenna" (1914), "Czciciele Szatana" (1918) i "Verte" (1921). W powieści "Sfinks" czytamy:"I są na Podlasiu krzyże na rozstajach wśród wierzb rosochatych smutne ciche krzyże. Jadę od Trzebieszowa do Rogal – nie więcej niż 1,5 km – mijamy co najmniej 5 takich krzyży... I są na Podlasiu wioski ciche – jak sady umajone w kwitnące wiśnie, gdzie przy chacie błękitnieją lnu rzędy, pachną lipy i stoją szeregi uli, miodu i rojów pełne, gdzie wśród wiejskich strzech bieleją ściany kościoła, a z wieży sygnaturka na Anioł Pański dzwoni. Gdzie wieczorem słychać porykiwania krów wracających z pastwiska, bek owiec i głośne gęganie gęsi, które pędzi pastuszek wygrywający na fujarce."